# Día Internacional del Té
El Día Internacional del Té es una fecha que se conmemora anualmente el 21 de mayo desde 2020, fue establecida por la Asamblea General de las Naciones Unidas (AGNU) en 2019.

## Proclamación
Originalmente, el 15 de diciembre se estableció como el Día Internacional del Té en respuesta a la crisis de la industria del té en 1998, marcada por el cierre de numerosos jardines de té y una caída continua de su precio en el mercado internacional. Esta fecha fue seleccionada tras deliberaciones en el Foro Social Mundial en Mumbai en 2004 y en Porto Alegre en 2005, reflejando el esfuerzo global para abordar las preocupaciones de los pequeños productores y los trabajadores de los jardines de té.
Posteriormente la AGNU reconoció la importancia global de esta planta motivada por la solicitud del Grupo intergubernamental sobre el té de la Organización de las Naciones Unidas para la Alimentación y la Agricultura (FAO), proclamó este día el 19 de diciembre de 2019 con el objetivo de fomentar la demanda de esta infusión, particularmente en países productores con bajo consumo per cápita, y para contrarrestar la disminución del consumo en países importadores tradicionales.

## Celebración
El 20 de mayo de 2018 en la reunión del Grupo intergubernamental sobre el té, China propuso el cambio de celebración al 21 de mayo, una fecha seleccionada para coincidir con su temporada de producción en varios países clave, destacando así su relevancia para la economía rural y los medios de subsistencia sostenibles. La primera celebración de AGNU ocurrió el 21 de mayo del año 2020. Esta fecha busca resaltar la contribución del té a objetivos cruciales de desarrollo sostenible, incluyendo la reducción de la pobreza, la lucha contra el hambre y el empoderamiento de las mujeres. La decisión también apunta a respaldar una producción y el consumo sostenibles aumentando la conciencia sobre su papel en la lucha contra el hambre y la pobreza.

## Temas
- 2020: 1º Día Internacional del Té[8]
- 2021: 2º Día Internacional del Té [9][10]
- 2022: FAO underlines the need for greater sustainability, ('La FAO subraya la necesidad de una mayor sostenibilidad')[11]
- 2023: Supporting smallholder tea producers is an integral part in the transformation of agrifood systems, ('Apoyar a los pequeños productores de té es una parte integral en la transformación de los sistemas agroalimentarios')[12]